# Massacre d'Abou Shousha
Le massacre d'Abou Shousha a eu lieu le 13-14 mai 1948 pendant l'opération Barak, lorsque le bataillon sioniste Guivati a ouvert le feu par mortier puis pris possession d'Abou Shousha, en Palestine mandataire, tuant entre 60 et 70 paysans arabes palestiniens.

## Massacre
Le 13 mai, la brigade Guivati a lancé la deuxième phase de l'opération Barak, nom de code « opération Maccabée. » Pendant celle-ci, le village d'Abou Shousha, situé à 8 km au sud-est de Ramla, a été ciblé. Les 13 et 14 mai, Abou Shousha a été bombardé au mortier puis pris d'assaut par des unités des 51e et 54e bataillons. Les habitants ont fui et des maisons ont été détruites, bien que certaines soient restées intactes. Les villageois restants ont été expulsés le 21 mai. Une unité de la Légion arabe proche a rapporté que « les Juifs tuaient des villageois » le 19 mai. La brigade Guivati a affirmé que seulement 30 Arabes avaient été tués, tandis que les Arabes ont affirmé que plus de 70 avaient été tués,,.